# ISO 3166-2:BV
ISO 3166-2:BV – kody ISO 3166-2 dla Wyspy Bouveta.
Kody ISO 3166-2 to część standardu ISO 3166 publikowanego przez Międzynarodową Organizację Normalizacyjną. Kody te są przypisywane głównym jednostkom podziału administracyjnego, takim jak np. województwa czy stany, każdego kraju posiadającego kod w standardzie ISO 3166-1. 
Aktualnie (2017) dla Wyspy Bouveta nie zdefiniowano kodów dla podjednostek administracyjnych, a Wyspa Bouveta, pomimo że jest terytorium zależnym, nie posiada kodu ISO 3166-2:NO, wynikającego z podziału terytorialnego Norwegii. 